# Суперкубок Италии по футболу 2021
Суперкубок Италии по футболу 2021 (итал. 2021 Supercoppa Italiana) — 34-й розыгрыш Суперкубка Италии, ежегодного футбольного матча, в котором встречаются чемпионы Серии А и обладатели Кубка Италии предыдущего сезона. В матче встретились чемпион Серии А предыдущего сезона «Интернационале» и обладатель Кубка Италии сезона 2020/2021 «Ювентус».

## Детали матча
| Интернационале                      | 2:1 (доп. вр.) | Ювентус      |
| ----------------------------------- | -------------- | ------------ |
| Мартинес 35′ (пен.) · Санчес 120+1′ | (отчёт)        | Маккенни 25′ |

| Интер | Ювентус |